# McLaren MP4-16
Chronologie des modèles (2001)
McLaren MP4/15 McLaren MP4-17
La McLaren MP4-16 est la monoplace engagée par l'écurie McLaren Racing lors de la saison 2001 de Formule 1. Elle est pilotée par le Finlandais Mika Häkkinen et le Britannique David Coulthard et le pilote d'essais est Alexander Wurz.

## Historique
Après avoir manqué les titres pilotes et constructeurs la saison précédente, l'objectif de McLaren est de revenir au sommet mais la monoplace va se révéler frustrante. Le châssis est certes performant mais pas assez pour suivre le rythme des Ferrari ou des Williams et la monoplace a été victime de quelques problèmes aérodynamiques. Le moteur Mercedes-Benz est moins puissant que le BMW des Williams et l'équipe technique de McLaren ne réussit pas à tirer profit du retour des aides à la conduite électronique.
Depuis son titre de champion du monde en 1998, Häkkinen est victime de malchance et montre des signes de faiblesses en course. Il prend sa retraite à la fin de la saison et sera remplacé par Kimi Räikkönen en 2002. Coulthard réalise la meilleure performance de sa carrière en devenant vice-champion du monde.
À l'issue du championnat, McLaren termine deuxième du classement des constructeurs avec 102 points.

## Résultats en championnat du monde de Formule 1

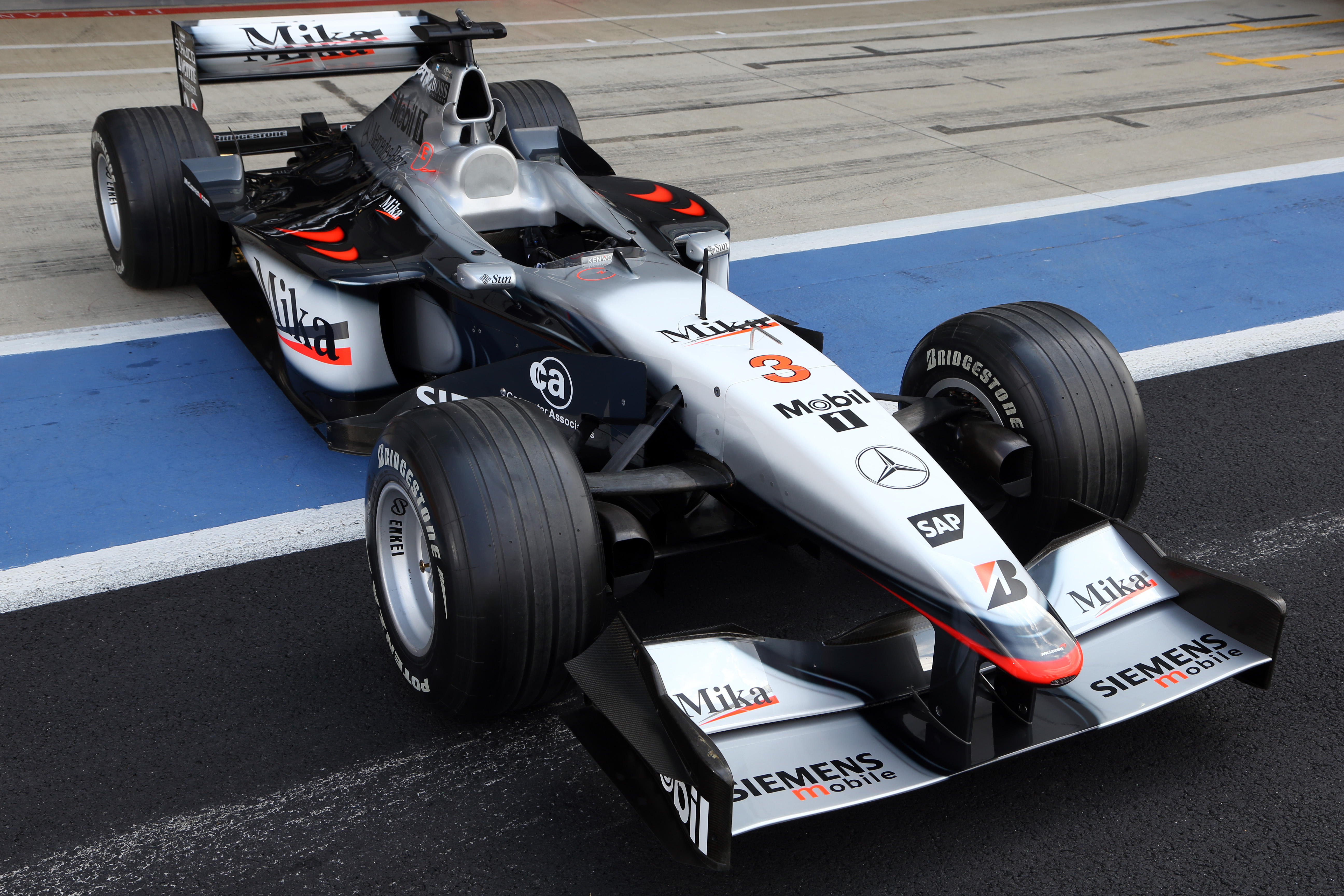
La McLaren MP4-16 de Mika Häkkinen lors d'une démonstration en 2015.

| Saison | Écurie                | Moteur            | Pneus       | Pilotes         | Courses | Courses | Courses | Courses | Courses | Courses | Courses | Courses | Courses | Courses | Courses | Courses | Courses | Courses | Courses | Courses | Courses | Points inscrits | Classement |
| Saison | Écurie                | Moteur            | Pneus       | Pilotes         | 1       | 2       | 3       | 4       | 5       | 6       | 7       | 8       | 9       | 10      | 11      | 12      | 13      | 14      | 15      | 16      | 17      | Points inscrits | Classement |
| ------ | --------------------- | ----------------- | ----------- | --------------- | ------- | ------- | ------- | ------- | ------- | ------- | ------- | ------- | ------- | ------- | ------- | ------- | ------- | ------- | ------- | ------- | ------- | --------------- | ---------- |
| 2001   | West McLaren Mercedes | Mercedes-Benz V10 | Bridgestone |                 | AUS     | MAL     | BRÉ     | SMR     | ESP     | AUT     | MON     | CAN     | EUR     | GBR     | FRA     | ALL     | HON     | BEL     | ITA     | USA     | JAP     | 102             | 2e         |
| 2001   | West McLaren Mercedes | Mercedes-Benz V10 | Bridgestone | Mika Häkkinen   | Abd     | 6e      | Abd     | 4e      | 9e      | Abd     | Abd     | 3e      | 6e      | 1er     | Np      | Abd     | 5e      | 4e      | Abd     | 1er     | 4e      | 102             | 2e         |
| 2001   | West McLaren Mercedes | Mercedes-Benz V10 | Bridgestone | David Coulthard | 2e      | 3e      | 1er     | 2e      | 5e      | 1er     | 5e      | Abd     | 3e      | 4e      | Abd     | Abd     | 3e      | 2e      | Abd     | 3e      | 3e      | 102             | 2e         |

Légende : ici 